# Pedro Miguel Pereira
Pedro Miguel Almeida Lopes Pereira (Lisboa, 22 de enero de 1998), conocido como Pedro Pereira, es un futbolista portugués que juega como defensa en el Gençlerbirliği S. K. de la Superliga de Turquía.

## Trayectoria
Fue fichado por Sampdoria para comenzar la temporada 2015-16 en el conjunto italiano.
Debutó como profesional el 14 de septiembre de 2015, en la fecha 3 de la Serie A, debido a una lesión de su compañero Mattia Cassani. Ingresó en el minuto 21, para cubrir el lateral derecho contra Bologna en el Estadio Luigi Ferraris ante más de 20.900 espectadores, donde mostró un buen nivel y ganaron 2 a 0. Pedro jugó su primer encuentro con 17 años y 235 días y utilizó la camiseta número 13.
Al partido siguiente fue titular por primera vez, jugó los 90 minutos contra Torino, pero perdieron 2 a 0. En la fecha 5, volvió a jugar de titular, contra Roma, siendo que esta vez lograron un triunfo por 2 a 1.
Pedro disputó algunos partidos más, hasta que su compañero lesionado se recuperó y volvió al banco. En algunas ocasiones se lesionó en los entrenamientos, pero fue convocado en casi todos los partidos.

## Selección nacional
Pereira ha sido parte de la selección de Portugal en las categorías juveniles sub-15, sub-16, sub-17 y sub-18.
Debutó con los lusos el 11 de junio de 2013, en un partido amistoso contra Turquía entre las selecciones sub-15. Fue titular con la camiseta número 2 y ganaron 4 a 1. Dos días después, jugaron un segundo encuentro, esta vez Pedro jugó los segundos 45 minutos y empataron 2 a 2 con los turcos.
En el mismo año, fue convocado para jugar con la sub-16 portuguesa, debutó el 1 de octubre, en un partido amistoso contra Suiza, fue titular, desde el minuto 21 con un gol de su compañero Jorginho se pusieron en ventaja, estuvo 58 minutos en cancha y en el 62 los suizos les empataron el partido, que finalizó 1 a 1. Dos días después, jugaron la revancha, esta vez fue suplente, jugó los 21 minutos finales y ganaron 3 a 0.
Fue citado para jugar la Copa de Algarve 2014 con la sub-16 portuguesa. Utilizó la camiseta 13, jugó el primer partido, que fue contra Alemania el 26 de febrero de 2014, estuvo todo el partido en cancha y ganaron 4 a 2. Para el siguiente encuentro, el técnico decidió dejarlo en el banco de suplentes, no ingresó y derrotaron 2 a 1 a Noruega. Finalmente, se enfrentaron a Países Bajos, volvió a ser titular y ganaron 1 a 0. Se coronaron campeones del cuadrangular internacional, con 9 puntos sobre 9 posibles.
Luego fue convocado para disputar el Torneo de Montaigu de selecciones sub-16, en Francia. Jugó en tres de los cuatro partidos disputados, contra Arabia Saudita, Inglaterra y Turquía. Pero no clasificaron a las fases finales, por lograr 4 puntos de 12 posibles.
Terminó la temporada 2013-14, jugando un torneo amistoso UEFA sub-16 de preparación para el Europeo sub-17. Pedro jugó 3 partidos, contra Turquía, Italia y Francia.
Viajó a América en agosto con la selección, para disputar la Copa México de Naciones, ganaron los tres partidos de grupo, pero en cuartos de final perdieron contra Paraguay. Luego disputaron un partido contra México para definir las posiciones, encuentro que finalizó 2 a 1 a favor de los portugueses. Pereira disputó los 5 encuentros que se jugaron.
Ya en Europa, jugó un cuadrangular internacional en Inglaterra, Pedro jugó los tres partidos, de los cuales ganaron 2 y empataron el restante, por lo que con 7 puntos, se coronaron campeones.
Fue convocado para disputar la fase de clasificación al Campeonato de Europa Sub-17 de la UEFA 2015, debutó en la competición oficial el 19 de septiembre de 2014, contra Irlanda del Norte, fue titular y ganaron 3 a 0. En el segundo partido, su rival fue Eslovenia, equipo al que derrotaron 1 a 0. Finalmente, se enfrentaron a Turquía, Pereira volvió a jugar desde el comienzo y recibió su primera tarjeta amarilla, pero ganaron 1 a 0. Con 9 puntos, clasificaron a la siguiente ronda en primer lugar.
Su siguiente llamado, fue para jugar la Copa de Algarve 2015 de selecciones sub-17. No tuvieron un buen rendimiento, ya que lograron un punto sobre 9 posibles. Pereira jugó los 3 partidos del cuadrangular, todos como titular. El torneo lo ganó Alemania.
Fue citado para jugar la Ronda Élite del europeo sub-17 en marzo del 2015. Sus rivales fueron Serbia, Azerbaiyán y Croacia. Pedro estuvo como titular en los tres partidos, pero con 4 puntos, no lograron clasificar a la fase final.
Para el mes de septiembre, fue convocado para jugar un cuadrangular internacional amistoso en Suecia. Pedro jugó como titular contra las tres selecciones restantes, Eslovaquia, Noruega y Suecia. Perdieron contra el local, pero ganaron los dos restantes partidos, por lo que con 7 puntos, se proclamaron campeones.

### Participaciones en juveniles
| Competición                                                               | Sede       | Resultado    | Partidos | Goles |
| ------------------------------------------------------------------------- | ---------- | ------------ | -------- | ----- |
| Fase de clasificación para el Campeonato de Europa Sub-17 de la UEFA 2015 | Eslovenia  | Clasificó    | 3        | 0     |
| Ronda Élite para el Campeonato de Europa Sub-17 de la UEFA 2015           | Azerbaiyán | No clasificó | 3        | 0     |

## Estadísticas
Actualizado al 24 de mayo de 2025.
| Club                          | Div.          | Temporada     | Liga  | Liga  | Copas nacionales | Copas nacionales | Torneos internacionales | Torneos internacionales | Total | Total |
| Club                          | Div.          | Temporada     | Part. | Goles | Part.            | Goles            | Part.                   | Goles                   | Part. | Goles |
| ----------------------------- | ------------- | ------------- | ----- | ----- | ---------------- | ---------------- | ----------------------- | ----------------------- | ----- | ----- |
| U. C. Sampdoria · Italia      | 1.ª           | 2015-16       | 9     | 0     | 0                | 0                | 0                       | 0                       | 9     | 0     |
| U. C. Sampdoria · Italia      | 1.ª           | 2016-17       | 12    | 0     | 0                | 0                | —                       | —                       | 12    | 0     |
| U. C. Sampdoria · Italia      | Total club    | Total club    | 21    | 0     | 0                | 0                | 0                       | 0                       | 21    | 0     |
| S. L. Benfica Portugal        | 1.ª           | 2016-17       | 1     | 0     | 0                | 0                | 0                       | 0                       | 1     | 0     |
| S. L. Benfica Portugal        | 1.ª           | 2017-18       | 0     | 0     | 0                | 0                | 0                       | 0                       | 0     | 0     |
| S. L. Benfica Portugal        | Total club    | Total club    | 1     | 0     | 0                | 0                | 0                       | 0                       | 1     | 0     |
| S. L. Benfica "B" Portugal    | 2.ª           | 2017-18       | 1     | 0     | —                | —                | —                       | —                       | 1     | 0     |
| S. L. Benfica "B" Portugal    | Total club    | Total club    | 1     | 0     | 0                | 0                | 0                       | 0                       | 1     | 0     |
| Genoa C. F. C. · Italia       | 1.ª           | 2017-18       | 6     | 0     | —                | —                | —                       | —                       | 6     | 0     |
| Genoa C. F. C. · Italia       | 1.ª           | 2018-19       | 26    | 0     | 1                | 0                | —                       | —                       | 27    | 0     |
| Genoa C. F. C. · Italia       | Total club    | Total club    | 32    | 0     | 1                | 0                | 0                       | 0                       | 33    | 0     |
| Bristol City F. C. Inglaterra | 2.ª           | 2019-20       | 21    | 2     | 1                | 0                | —                       | —                       | 22    | 2     |
| Bristol City F. C. Inglaterra | Total club    | Total club    | 21    | 2     | 1                | 0                | 0                       | 0                       | 22    | 2     |
| F. C. Crotone · Italia        | 1.ª           | 2020-21       | 35    | 0     | 1                | 0                | —                       | —                       | 36    | 0     |
| F. C. Crotone · Italia        | Total club    | Total club    | 35    | 0     | 1                | 0                | 0                       | 0                       | 36    | 0     |
| A. C. Monza · Italia          | 2.ª           | 2021-22       | 34    | 0     | 1                | 0                | —                       | —                       | 35    | 0     |
| Alanyaspor Turquía            | 1.ª           | 2022-23       | 26    | 0     | 2                | 0                | —                       | —                       | 28    | 0     |
| Alanyaspor Turquía            | Total club    | Total club    | 26    | 0     | 2                | 0                | 0                       | 0                       | 28    | 0     |
| A. C. Monza · Italia          | 1.ª           | 2023-24       | 23    | 0     | 0                | 0                | ―                       | ―                       | 23    | 0     |
| A. C. Monza · Italia          | 1.ª           | 2024-25       | 35    | 1     | 2                | 0                | ―                       | ―                       | 37    | 1     |
| A. C. Monza · Italia          | Total club    | Total club    | 92    | 1     | 3                | 0                | 0                       | 0                       | 95    | 1     |
| Gençlerbirliği S. K. Turquía  | 1.ª           | 2025-26       | 0     | 0     | 0                | 0                | ―                       | ―                       | 0     | 0     |
| Gençlerbirliği S. K. Turquía  | Total club    | Total club    | 0     | 0     | 0                | 0                | 0                       | 0                       | 0     | 0     |
| Total carrera                 | Total carrera | Total carrera | 229   | 3     | 8                | 0                | 0                       | 0                       | 237   | 3     |

## Palmarés

### Distinciones individuales
| Distinción                                                                     | Año  |
| ------------------------------------------------------------------------------ | ---- |
| Parte de los 50 mejores jugadores del mundo para The Guardian (categoría 1998) | 2015 |